# TV5影视台
Enjoy TV5是好享广播电视电影集团私人有限公司旗下的马来西亚唯一专注影视娱乐的电视台，于2023年7月15日正式试播，2025年5月10日开播，电影和节目以双语广播为主。

## 历史
2023年7月15日，TV5影视台正式试播播出。2023年10月15日，TV5影视台为播出暂时停播。
2025年5月10日凌晨12点，TV5影视台正式开播。

## 外部連結
- 好享集团官方网页 （页面存档备份，存于）
- 好享集团的Facebook专页
- TV5的Facebook专页
- 好享集团的Instagram帐户